# Edin Forto

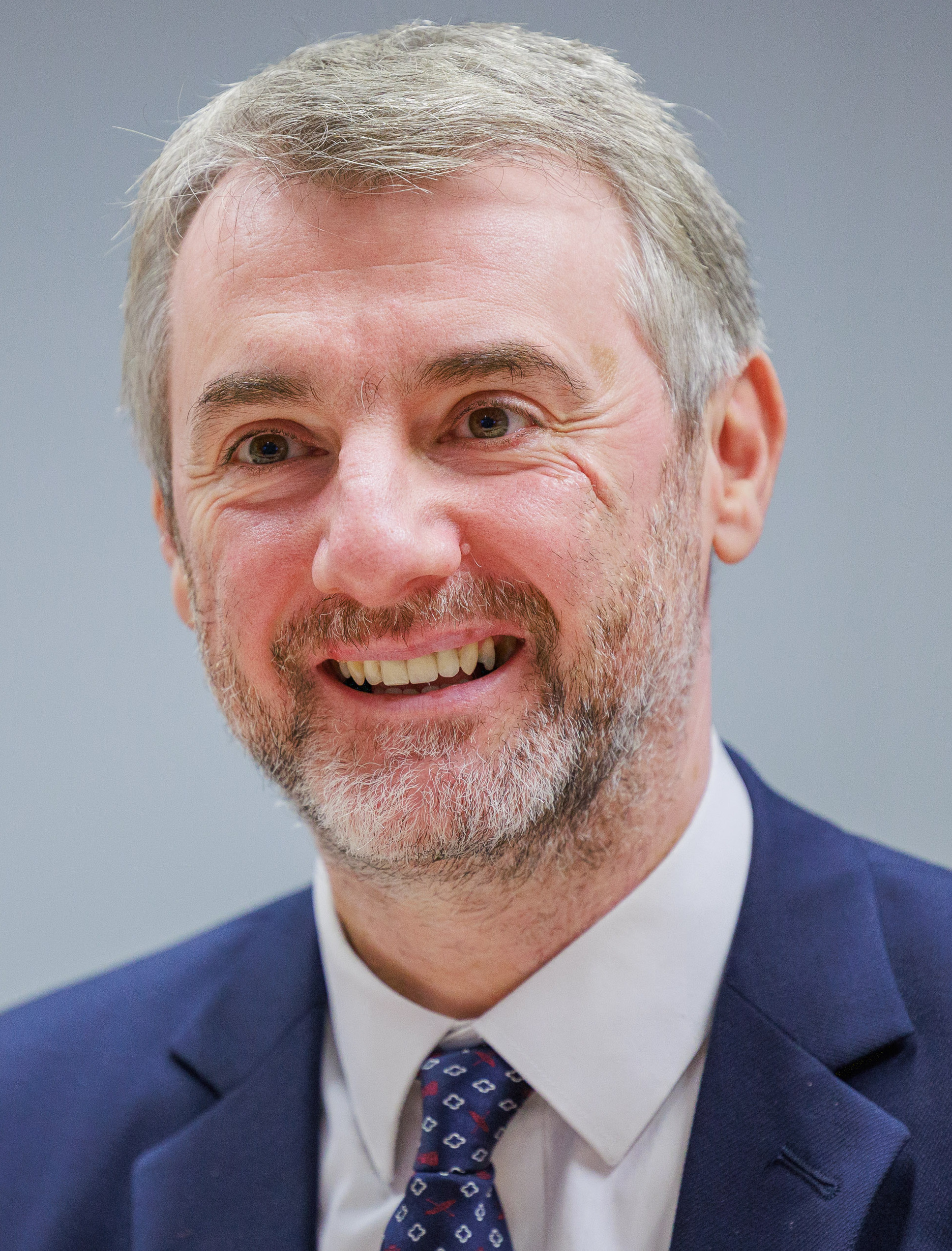
Edin Forto (2023)

Edin Forto (* 16. August 1972 in Sarajevo, Jugoslawien) ist ein bosnischer Politiker. Er ist Minister für Kommunikation und Verkehr von Bosnien und Herzegowina. 

## Leben
Forto erhielt seine Ausbildung in Bosnien und Herzegowina und in den USA, wo er 1999 an der Fakultät für Medien und Journalismus der University of North Carolina seinen Abschluss machte. Er absolvierte ein Aufbaustudium an der Columbia University in New York, wo er 2001 einen Master-Abschluss im Bereich Internationale Angelegenheiten mit Schwerpunkt auf internationalen Finanzen und Unternehmen erwarb.
Edin Forto ist verheiratet und Vater von zwei Kindern.

## Politik
Forto trat 2009 in die multiethnische sozialliberale Partei Naša stranka ein.
Von 2014 bis 2018 war er Mitglied der Volkskammer der Föderation Bosnien und Herzegowina und der Versammlung des Kantons Sarajevo. Vom 26. Dezember 2018 bis zum 3. März 2020 und vom 5. Januar 2021 bis zum 25. Januar 2023 war Forto Premierminister des Kantons.
Er übernahm 2021 von Predrag Kojović die Parteiführung von Naša stranka. Zuvor war er deren politischer Direktor und Vizepräsident.
Seit dem 25. Januar 2023 ist er bosnischer Minister für Kommunikation und Verkehr im Kabinett Krišto.